# Peter Uhlig (Motorsportler)

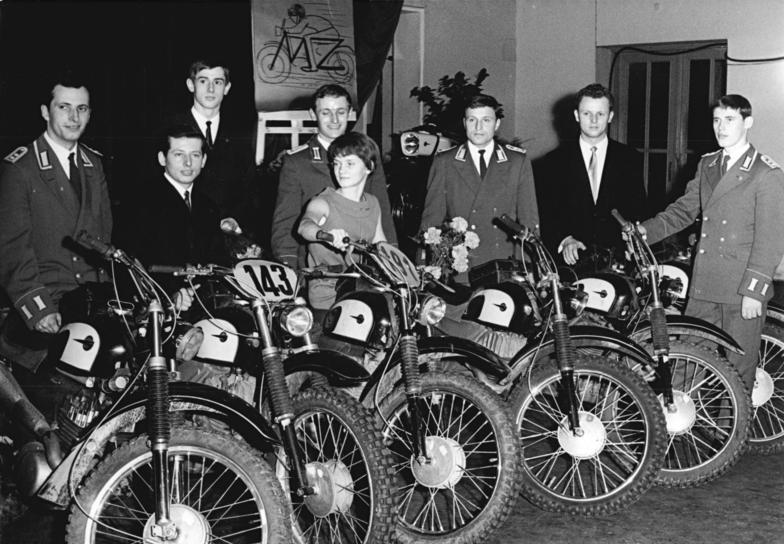
Peter Uhlig (4. von links), Sportler des Jahres 1967 mit der Mannschaft bei den Six Days

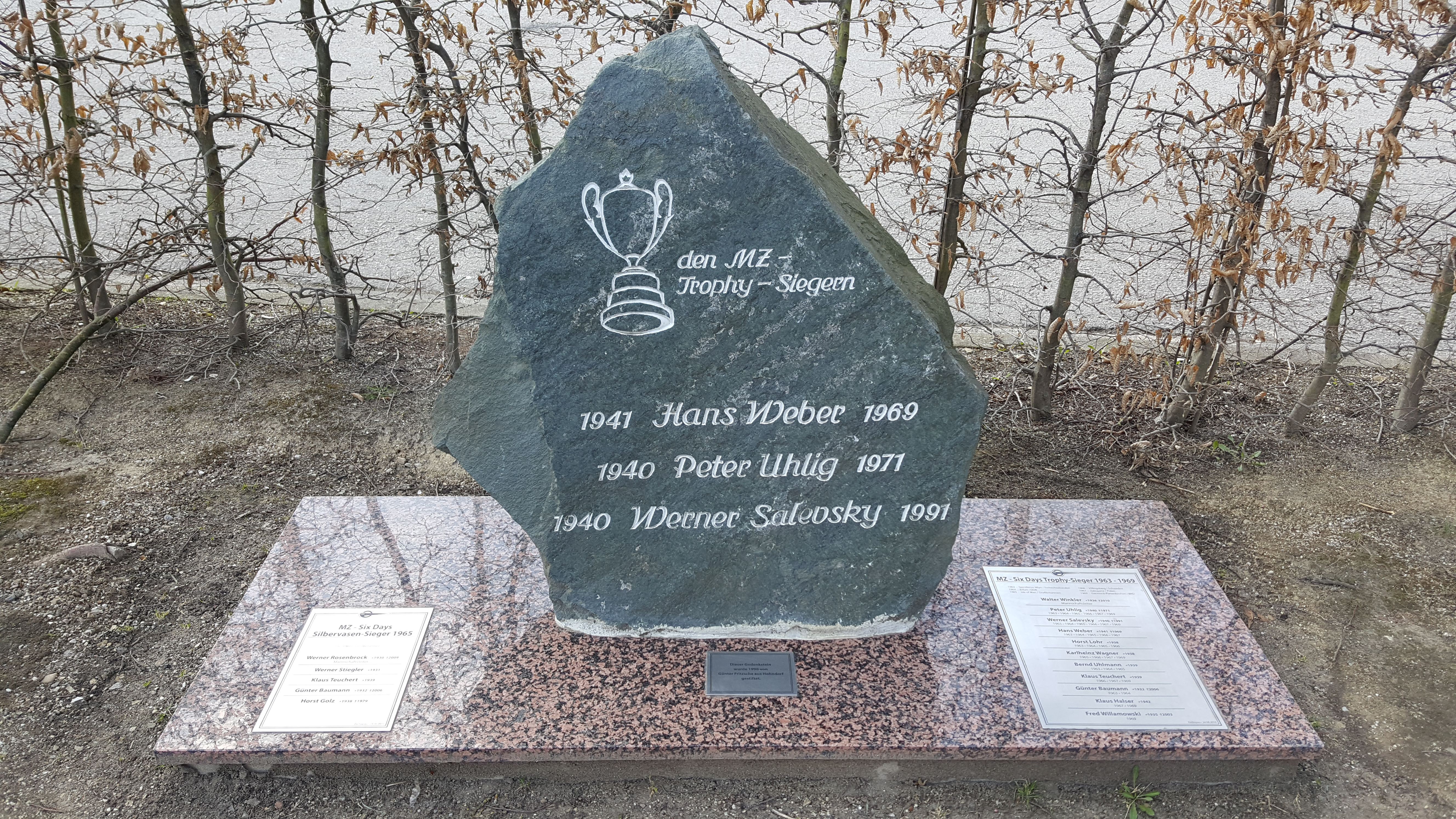
Gedenkstein für die verunfallten Peter Uhlig, Hans Weber (1941–1969) und Werner Salevsky (1940–1991)

Peter Uhlig (* 21. Mai 1940 in Kemtau; † 1. September 1971 in Zschopau) war ein deutscher Endurosportler, der für die DDR startete. Im Motorrad-Geländefahren gehörte er in den 1960er Jahren zur Weltspitze. Er wurde 1968 Europameister und gewann mit der DDR-Mannschaft sechs Mal die Internationalen Sechstagefahrt (Six Days) (1963, 1964, 1965, 1966, 1967 und 1969), die damals als inoffizielle Weltmeisterschaft betrachtet wurde.
Für den Sieg bei den Six Days des Jahres 1967 wurde die Mannschaft zu DDR-Sportlern des Jahres gewählt (Peter Uhlig gemeinsam mit Klaus Halser, Werner Salevsky, Hans Weber, Klaus Teuchert und Karlheinz Wagner).
In der DDR war Peter Uhlig zehn Jahre lang der führende Fahrer in der 175-cm³-Hubraumklasse, in der er 1961 bis 1970 ohne Unterbrechung DDR-Meister wurde. Ihm gelangen etliche Siege bei bedeutenden internationalen Rennen, z. B. 1966 und 1967 bei der Valli Bergamasche (Italien) und 1966 bei der Internationalen Österreichischen Alpenfahrt.
Peter Uhlig lernte Ende der 1950er Jahre im VEB Motorradwerk Zschopau Bernd Uhlmann kennen, und beide meldeten sich freiwillig zur Nationalen Volksarmee. Sie kamen wenig später als Motorrad-Rennsportler zum ASK Vorwärts Potsdam (Trainer: Werner Rosenbrock) und begannen damit ihre Erfolgskarriere (Bernd Uhlmann u. a. dreimal als Mitglied der Six-Days-Siegermannschaft).
Seit 1970 fuhr Peter Uhlig in der 350-cm³-Hubraumklasse, und er gewann 1971 das renommierte Rennen Rund um die MZ-Stadt Zschopau.
Drei Wochen vor der Internationalen Sechstagefahrt 1971, die erstmals als offizielle Weltmeisterschaft ausgetragen wurde, starb Peter Uhlig an den Folgen eines Verkehrsunfalls auf der Fernverkehrsstraße 174 zwischen Zschopau und Hohndorf. Infolge einer Ölspur kollidierte sein Motorrad frontal mit einem entgegenkommenden Pkw.  Er war mit Erika Uhlig verheiratet, einer erfolgreichen Kanuslalom-Fahrerin (unter dem Namen Erika Schönfeld unter anderem Weltmeisterin 1965 in der Disziplin Mixed), und hatte einen Sohn.
Im Schlosshof von Schloss Wildeck in Zschopau steht ein Gedenkstein für Peter Uhlig sowie zwei weitere verstorbene Mitglieder der damaligen Mannschaft, Hans Weber (1941–1969) und Werner Salevsky (1940–1991).
1970 wurde Peter Uhlig mit dem Vaterländischen Verdienstorden in Silber ausgezeichnet.